# Institut de psychologie
Pour les articles homonymes, voir Institut de psychologie (homonymie).
 (mars 2022).
Si vous disposez d'ouvrages ou d'articles de référence ou si vous connaissez des sites web de qualité traitant du thème abordé ici, merci de compléter l'article en donnant les références utiles à sa vérifiabilité et en les liant à la section « Notes et références ».
L'Institut de psychologie constitue l'unité de formation et de recherche (UFR) de psychologie de l'université Paris-Cité (ex-Paris V). 
Créé dans sa forme initiale par Henri Piéron, l'institut est situé au Centre Henri-Piéron, 71 avenue Édouard-Vaillant, à Boulogne-Billancourt. Il dispose d'une bibliothèque. Le Centre Henri-Piéron comporte six étages dont les trois derniers sont occupés par les unités de recherche.

## Historique
L'Institut de psychologie succède à l'Institut de psychologie de l'université de Paris, créé par Henri Piéron en 1920 et qui délivrait un « diplôme d'études psychologiques » mentions Psychologie, Pédagogie ou  Psychologie Appliquée, préparé en une année. Il accueillait alors 44 étudiants.
Puis en 1947 à la Sorbonne, Daniel Lagache créa la licence de psychologie avec quatre certificats (psychologie générale, psychologie de l'enfant, psychologie de la vie sociale, et psychophysiologie). La scolarité a été allongée d'une année et en 1967, la licence complète est requise pour intégrer l'institut.
En 1959, l'Institut de psychologie s'est vu attribuer des locaux dans l'immeuble des Sociétés savantes, rue Serpente. Trois années plus tard, la bibliothèque Henri-Piéron est inaugurée et en 1965, Paul Fraisse devient directeur de l'Institut. Durant cette période, l'Institut délivrait, au terme de trois années d'études et selon la spécialité étudiée en troisième année, un diplôme portant l'une des mentions: Psychologie Clinique, Psychologie de l'enfant, Psychologie pédagogique, Psychologie expérimentale, Psychologie industrielle ou Psychologie Sociale. Les effectifs sans cesse croissants seront à l'origine du déménagement du premier cycle au Centre universitaire de la porte de Vanves. Les étudiants sont 300 dans les années 1970, 500 dans les années 1980 et 1 000 au début des années 1990.
En 1999, pour regrouper les trois cycles, ainsi que les enseignants-chercheurs, l'administration et certains laboratoires de recherche, l'Institut de psychologie s'est installé dans le nouveau Centre Henri-Piéron à Boulogne-Billancourt. Ce déménagement a permis de regrouper les activités d'enseignement et de recherche autrefois éparpillées sur une dizaine de sites parisiens.

## Formation
Les cursus suivent le système LMD depuis 2004.

### Sciences humaines et sociales
- Licence de psychologie

- Master de psychologie (professionnels)
  - Spécialité de psychologie du travail, des organisations et du personnel
  - Spécialité psychologie clinique et psychopathologie
- Master de psychologie (recherche)
  - Spécialité individu, social, environnement
  - Spécialité psychopathologie : émotions, affects, conduites, processus psychiques

### Sciences de la vie et de la santé
- Master de psychologie (professionnels)
  - Spécialité neuropsychologie
  - Spécialité développement : de la petite enfance à l'adolescence
- Master de psychologie (recherche)
  - Spécialité psychologie Cognitive

Masters européens (en partenariat avec les universités de Valence, de Coimbra, de Bologne et de Barcelone)
- Master européen Work, Organizational, and Personnel Psychology

Les doctorats sont intégrés à l'École doctorale Cognition, comportement, conduites humaines (ED 261) qui est composée de 18 laboratoires de recherche (7 associés au CNRS, 2 du CNRS, 1 Unité Inserm)

## Directeurs de l'institut
- 1920-1951 : fondateur Henri Piéron[1].
- 1952-1968 : Paul Fraisse codirecteur puis directeur jusqu'à la séparation d'avec l'UFR (dont il garde la direction).
- 1968-1974 : Hélène Gratiot-Alphandéry devient directrice après l'évolution de la structure (UFR et Institut) en 1969.
- 1974-1980 : Claude Lévy-Leboyer
- 1981- 1988 : Roland Doron
- 1988-1992 : Jean-Claude Sperandio
- 1993-1998 : Roger Lécuyer
- 1998-2002 : Șerban Ionescu
- 2002-2007 : Jean-Didier Bagot
- 2007-2012 :  François Marty
- 2012-2017 : Ewa Drozda-Senkowska
- 2017-2024 :  Isabelle Jambaqué-Aubourg[1]
- 2022-2024 : Isabelle Jambaqué-Aubourg[2]
- depuis 2024 : Xabi Borteyrou[3]